# Robert Wilkie

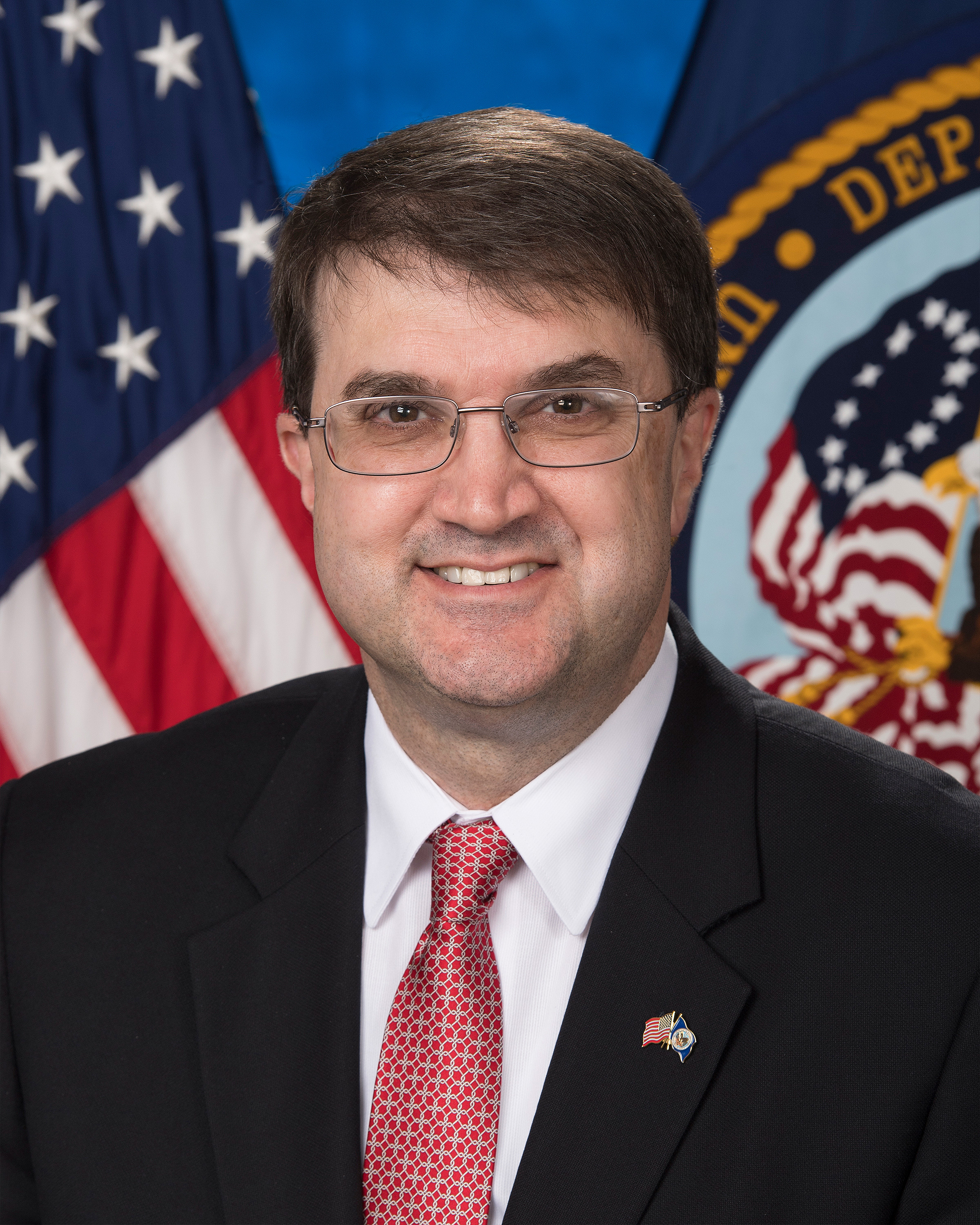
Robert Wilkie (2018)

Robert Leon Wilkie Jr. (* 2. August 1962 in Frankfurt am Main) ist ein US-amerikanischer Politiker der Republikanischen Partei, Anwalt und Regierungsbeamter. Vom 30. Juli 2018 bis zum 20. Januar 2021 war er Kriegsveteranenminister der Vereinigten Staaten im Kabinett von Präsident Donald Trump.

## Leben
Wilkie wurde in Frankfurt geboren und besuchte die Salisbury Cathedral School in England sowie die Reid Ross High School in Fayetteville, North Carolina. Der Sohn eines Karriereoffiziers wuchs in Fort Bragg, North Carolina, auf. Er ist verheiratet mit Julia Wilkie, die er seit seiner Kindheit kennt. Wilkie erhielt seinen B.A.-Abschluss an der Wake Forest University in North Carolina. Er erhielt 1988 einen J.D.-Abschluss von der Loyola University School of Law in New Orleans und einen LL.M.-Abschluss in internationalem und vergleichendem Recht am Georgetown University Law Center in Washington, D.C.

## Karriere
Wilkie begann seine berufliche Laufbahn auf dem Capitol Hill als Rechtsberater von Senator Jesse Helms und fungierte später als Mitarbeiter des Kongressabgeordneten David Funderburk. Von 1997 bis 2003 war er Berater für internationale Sicherheitsfragen des Mehrheitsführers des Senats, Trent Lott.
Von 2003 bis 2005 war Wilkie in der Bush-Administration Sonderassistent des Präsidenten für nationale Sicherheitsangelegenheiten und leitender Direktor des Nationalen Sicherheitsrates, wo er als politischer Berater der damaligen Nationalen Sicherheitsberaterin Condoleezza Rice sowie ihres Nachfolgers Stephen Hadley fungierte. Wilkie entwickelte eine strategische Planung für die Umsetzung des Sort-Abkommens, des Millennium Challenge Account, des irakischen Wiederaufbaus und der NATO-Erweiterung. Im Jahr 2009 verlieh ihm Verteidigungsminister Robert Gates die Defense Distinguished Public Service Medal, die höchste zivile Auszeichnung des Ministeriums.
Im Jahr 2007 verfasste Wilkie als stellvertretender Verteidigungsminister für legislative Angelegenheiten ein Memo mit Richtlinien, die das Mitspracherecht des Kongresses auf vom Präsidenten ernannte hochrangige Beamte und Zivilisten beschränkten. Kritiker der Richtlinien argumentierten, dass sie Untersuchungen des Irak-Krieges behindern könnten und dass das Pentagon keine Autorität habe, die Regeln festzulegen.
Von 2010 bis 2015 war Wilkie Vizepräsident bei CH2M Hill, einem der weltweit größten Unternehmen für Programmmanagement. Von 2015 bis 2017 war er Mitarbeiter des US-Senators Thom Tillis.
Wilkie wurde am 25. Juli 2017 von Präsident Donald Trump zum Unterstaatssekretär für Personal und Bereitschaft im Verteidigungsministerium ernannt. Diese Ernennung wurde am 16. November 2017 vom Senat bestätigt.
Am 28. März 2018 gab Präsident Trump via Twitter bekannt, dass Wilkie als kommissarischer Minister für Veteranenangelegenheiten fungieren werde, bis der Senat einen Nachfolger bestätigte. Am 18. Mai 2018 gab Trump nach der zurückgezogenen Nominierung von Ronny Jackson bekannt, dass er Wilkie für das Ministeramt nominiert. Am 23. Juli 2018 wurde Wilkie vom Senat mit 86:9 Stimmen als nächster Minister für Veteranenangelegenheiten bestätigt. Er wurde am 30. Juli 2018 vereidigt. Seine Amtszeit als Minister endete mit der Amtseinführung des neuen Präsidenten Joe Biden am 20. Januar 2021.